# Роб-Грийе, Катрин
Катрин Роб-Грийе (французский: [ʁɔb ɡʁi.jɛ], фр.  Catherine Robbe-Grillet, урождённая Рстакян; род. 24 сентября 1930, XIV округ Парижа, Франция) — французская писательница, домина, фотограф, актриса театра и кино армянского происхождения, опубликовавшая садомазохистские произведения под псевдонимами Жан де Берг и Жанна де Берг.

## Личная жизнь
Вдова режиссёра и сценариста Алена Роб-Грийе, с которым познакомилась в 1951 году во время поездки в Турцию (в браке с 23 октября 1957 года до его смерти в феврале 2008 года). Автор книги воспоминаний о муже «Ален», вышедшей в 2012 году.
С 2005 года (с 2018-го в официальном браке) состоит в однополых отношениях с южноафриканкой Беверли Шарпантье, которая на 32 года младше Катрин. Они проживают в Париже и в замке в Нормандии. Роб-Грийе настаивает, что в выбранном ею образе жизни нет «ничего необычного».

### Под псевдонимом де Берг
- Jean de Berg, L’Image, Les Éditions de Minuit, 1956; rééd. Cercle du livre précieux, 1963 ; rééd. J'ai lu, 1984
- Cérémonies de femmes, Éditions Grasset, 1985; rééd. Marabout, 1987 ; rééd. Grasset, 2023
- Le Petit Carnet perdu, Éditions Fayard, 2007

### Под именем Катрин Роб-Грийе
- Entretien avec Jeanne de Berg, Bruxelles, Les Impressions nouvelles, 2002
- Jeune Mariée: journal, 1957—1962, Fayard, 2004; rééd. Le Livre de poche, 2006
- Catherine Robbe-Grillet et Leonardo Marcos, Images publiques, images privées, Paris, Épithème, 2011
- Catherine Robbe-Grillet, Alain, Éditions Fayard, 2012
- Alain et Catherine Robbe-Grillet, Correspondances, 1951—1990, Fayard, 2012

## Фильмография
- 1963: Бессмертная
- 1967: Трансъевропейский экспресс
- 1968: Человек, который лжёт
- 1968: Люблю тебя, люблю
- 1968: Вспыхнувшая любовь
- 1970: «Эдем» и после
- 1974: Постепенные изменения удовольствия
- 1977: Сексуальная свобода
- 2008: Наслаждайтесь без ограничений
- 2010: Контракт
- 2012: QueenS
- 2014: Церемония
- 2019: Реконструкция сцены охоты

## Театральные работы
- 2005: Красивая блондинка
- 2012: Охота
- 2014—2017: Саванна Бэй[фр.]
- 2017: Нераскаявшиеся